# Rhabdalestes
Rhabdalestes é um género de peixe da família Alestidae.
Este género contém as seguintes espécies:
- Rhabdalestes aeratis  Stiassny & Schaefer, 2005
- Rhabdalestes brevidorsalis  (Pellegrin, 1921)
- Rhabdalestes maunensis  (Fowler, 1935)
- Rhabdalestes rhodesiensis  (Ricardo-Bertram, 1943)
- Rhabdalestes septentrionalis  (Boulenger, 1911)
- Rhabdalestes tangensis  (Lönnberg, 1907)
- Rhabdalestes yokai  Ibala Zamba & Vreven, 2008